# Oumou Touré
Oumou Kalsoum Touré (Dakar, 18 febbraio 1988) è una cestista senegalese.

## Carriera
Con il Senegal ha disputato i Giochi olimpici di Rio de Janeiro 2016.